# Конкорд (Массачусетс)
Конкорд (англ. Concord) — місто (англ. town) в США, в окрузі Міддлсекс штату Массачусетс. Населення — 18 491 особа (2020).

## Демографія
Згідно з переписом 2010 року, у місті мешкало 17 668 осіб у 6484 домогосподарствах у складі 4490 родин. Було 6947 помешкань
Расовий склад населення:
| - 89,7 % — білих - 4,0 % — азіатів - 3,8 % — чорних або афроамериканців - 0,1 % — корінних американців - 1,0 % — осіб інших рас |

До двох чи більше рас належало 1,4 %. Частка іспаномовних становила 3,7 % від усіх жителів.
За віковим діапазоном населення розподілялося таким чином: 22,6 % — особи молодші 18 років, 57,3 % — особи у віці 18—64 років, 20,1 % — особи у віці 65 років та старші. Медіана віку мешканця становила 46,9 року. На 100 осіб жіночої статі у місті припадало 102,9 чоловіків;  на 100 жінок у віці від 18 років та старших — 104,7 чоловіків також старших 18 років.
Середній дохід на одне домашнє господарство  становив 193 742 долари США (медіана — 137 743), а середній дохід на одну сім'ю — 225 584 долари (медіана — 161 513). Медіана доходів становила 124 013 долари для чоловіків та 78 929 доларів для жінок. За межею бідності перебувало 6,3 % осіб, у тому числі 5,8 % дітей у віці до 18 років та 5,6 % осіб у віці 65 років та старших.
Цивільне працевлаштоване населення становило 8269 осіб. Основні галузі зайнятості: освіта, охорона здоров'я та соціальна допомога — 29,1 %, науковці, спеціалісти, менеджери — 24,9 %, виробництво — 8,9 %, фінанси, страхування та нерухомість — 8,4 %.